# Гамбузія західна
Гамбузія західна або міссісіпська (Gambusia affinis) — вид прісноводних живородних риб родини Пецилієвих. Їх батьківщина — басейн Мексиканської затоки, але зараз поширених у прісноводних середовищах по всьому світу. Ці рибки відомі тим, що живляться личинками комарів, через це вони були штучно завезені у багато нових середовищ, де прижилися завдяки своїй витривалості.

## Опис
Гамбузії невеликі, тьмяно-сірого кольору, з великим черевцем, округлими спинним і хвостовим плавниками та ротом що дивиться доверху. Спостерігається статевий диморфізм; зрілі самки досягають максимальної загальної довжини 7 см, тоді як самці досягають лише 4 см . Статевий диморфізм також спостерігається у фізіологічних структурах тіла. Анальні плавці дорослих самок нагадують спинні плавці, в той час як анальні плавці дорослих самців загострені. Цей загострений плавець, який називається гоноподій, використовується для відкладання молочка всередині самки. Гоноподій G. affinis має гладкий третій промінь (передній видовжений промінь), тоді як гоноподій G. holbrooki має дрібні зубчики. Дорослі самки Гамбузій можуть бути ідентифіковані за тільною плямою, яку вони мають на задній частині свого черевця для виношуванні ікри. Інші види, які вважаються схожими на G. affinis, включають Poecilia latipinna, Poecilia reticulata та Xiphophorus maculatus;